# Rejon nowomyski
Rejon nowomyski – jednostka terytorialna istniejąca w ramach Białoruskiej SRR w latach 1940–1957 na terenie Nowogródczyzny (de facto 1940–1941; 1944–1957).

## Historia
Rejon powstał 15 stycznia 1940 w ramach obwodu baranowickiego. Obejmował 15 gmin wiejskich (sielsowietów). 8 stycznia 1954 znalazł się w obwodzie brzeskim. W maju 1954 siedzibę rejonu przeniesiono z Nowej Myszy do Baranowicz, a 8 kwietnia 1957 zmieniono jego nazwę na baranowicki.